# Jan Stopyra
Jan Władysław Stopyra (ur. 16 grudnia 1934 w Stanisławowie, zm. 16 sierpnia 2023 w Szczecinie) – polski samorządowiec, prezydent Szczecina (1973–1984).

## Życiorys
Był absolwentem Wyższej Szkoły Ekonomicznej w Szczecinie i Krakowie. W latach 1972–1973 pełnił funkcję przewodniczącego Prezydium Miejskiej Rady Narodowej w Szczecinie, następnie po reorganizacji struktur władz terenowych państwa, decyzją ówczesnych władz PZPR od 17 grudnia 1973 do 31 marca 1984 był prezydentem miasta. Za jego kadencji rozpoczęto budowę wielkich osiedli mieszkaniowych na obrzeżach miasta, tzw. „blokowisk”: os. Słonecznego i os. Książąt Pomorskich oraz zakończono budowę os. Zawadzkiego-Klonowica. Miasto zyskało magistralę wodną z ujęcia na jeziorze Miedwie oraz gazową z południowej Wielkopolski. Rozpoczęto budowę Trasy Zamkowej. Z czasów jego kadencji pochodzi także „aleja fontann” w ciągu al. Papieża Jana Pawła II (d. al. Jedności Narodowej) oraz Pomnik Czynu Polaków. W okresie tej prezydentury prowadzona była nigdy nierozliczona zbiórka pieniędzy na budowę hali widowiskowo-sportowej. Jedną z decyzji, która zapadła za jego rządów, pomimo licznych protestów, była ta o likwidacji tras tramwajowych w śródmieściu Szczecina we fragmencie al. Wojska Polskiego i Jagiellońskiej oraz na ul. Obrońców Stalingradu. W celu niwelowania napięć społecznych związanych z upadającą gospodarką socjalistyczną, Stopyrze powierzone zostały obowiązki związane z pracami w komitecie organizacyjnym ds. utworzenia Uniwersytetu Szczecińskiego. 
Po odwołaniu przez władze partyjne z urzędu prezydenta miasta, PZPR powierzył Stopyrze funkcję konsula. W latach 1984–1988 był konsulem PRL w Ludowej Republice Bułgarii. W wyborach w 2002 został wybrany na radnego Szczecina z listy SLD-UP. 
Od 21 listopada 2002 do 27 października 2006 pełnił funkcję przewodniczącego rady miejskiej Szczecina. W wyborach parlamentarnych w 2005 bez powodzenia ubiegał się o mandat senatora z ramienia SLD w okręgu wyborczym Szczecin. W wyborach samorządowych w 2006 został ponownie wybrany na radnego, z listy Lewicy i Demokratów. W kadencji 2006–2010 sprawował funkcję wiceprzewodniczącego rady miasta. W okresie 2006–2007 członek klubu radnych LiD, następnie niezrzeszony.
W wyborach w 2010 po raz kolejny uzyskał mandat radnego miasta, tym razem z listy Platformy Obywatelskiej. W efekcie powstania w Szczecinie nieformalnej koalicji partyjnej (złożonej z polityków PiS oraz SLD) skupionej wokół prezydenta Piotra Krzystka, Jan Stopyra – kolejny raz występujący jako radny niezrzeszony – został wybrany na przewodniczącego rady. W wyborach w 2014 uzyskał reelekcję z listy Bezpartyjnych Piotra Krzystka, jednak nie znalazł się w prezydium nowej rady. W wyborach w 2018 nie został ponownie wybrany na radnego.